# Maira pseudoindiana
Maira pseudoindiana là một loài ruồi trong họ Asilidae. Maira pseudoindiana được Joseph & Parui miêu tả năm 1995. Loài này phân bố ở miền Ấn Độ - Mã Lai.